# Indocalamus suichuanensis
Indocalamus suichuanensis là một loài thực vật có hoa trong họ Hòa thảo. Loài này được T.P.Yi & Y.H.Guo mô tả khoa học đầu tiên năm 1995.